# Fernando Medina (szermierz)
Fernando Jesús Medina Martínez (ur. 3 kwietnia 1973 w Sewilli) – hiszpański szablista, brązowy medalista mistrzostw świata.
Podczas mistrzostw świata w La Chaux-de-Fonds w 1998 roku zdobył brązowy medal w turnieju indywidualnym. Wyprzedzili go jedynie Włosi: Luigi Tarantino i Raffaello Caserta. W zawodach drużynowych Hiszpanie zajęli tam siódme miejsce.
Wystartował na igrzyskach olimpijskich w Atlancie w 1996 roku, gdzie był szósty drużynowo i piętnasty indywidualnie. Na rozgrywanych cztery lata później igrzyskach olimpijskich w Sydney zajął dziewiąte miejsce drużynowo, a indywidualnie był dwudziesty. Brał też udział w igrzyskach olimpijskich w Atenach w 2004 roku, w turnieju indywidualnym zajmując 21. miejsce.